# Ordem dos Cartuxos
A Ordem dos Cartuxos (Latim: Ordo Cartusiensis, sigla O.Cart.), também chamada de Ordem de São Bruno, é uma ordem religiosa católica semi-eremítica de clausura monástica e de orientação puramente contemplativa surgida no século XI. Fundada a 15 de Agosto de 1084, solenidade da Assunção de Nossa Senhora ao Céu, por São Bruno com seis companheiros (quatro clérigos e dois leigos), tem por origem de seu nome a montanha situada ao norte de Grenoble Chartreuse, na comuna francesa de Saint-Pierre-de-Chartreuse, em Isère, onde os primeiros religiosos se instalaram perto do actual mosteiro da Grande Chartreuse (em português: "a Grande Cartuxa").
Esta ordem religiosa é conhecida como aquela que professa maior austeridade no modo de vida dos seus membros e ao longo de toda a sua existência manteve sempre o espírito de pobreza. Aos mosteiros da Ordem de São Bruno é-lhes dado o nome de "Cartuxas" e neles os monges e a monjas buscam uma maior intimidade com Deus por meio da oração e da contemplação. A regra da Ordem de São Bruno (ou dos Cartuxos) tomou por nome "Estatutos" e difere assim da Regra de São Bento praticada por outras ordens monásticas.

## Características
A ordem dos Cartuxos não encarrega solenemente nenhum padre, e cada mosteiro é governado por um prior; assim nenhum edifício religioso se chama abadia. Uma cartuxa, em francês:  Chartreuse, é assim o termo específico para designar o mosteiro dos cartuxos.

## Organização da Ordem

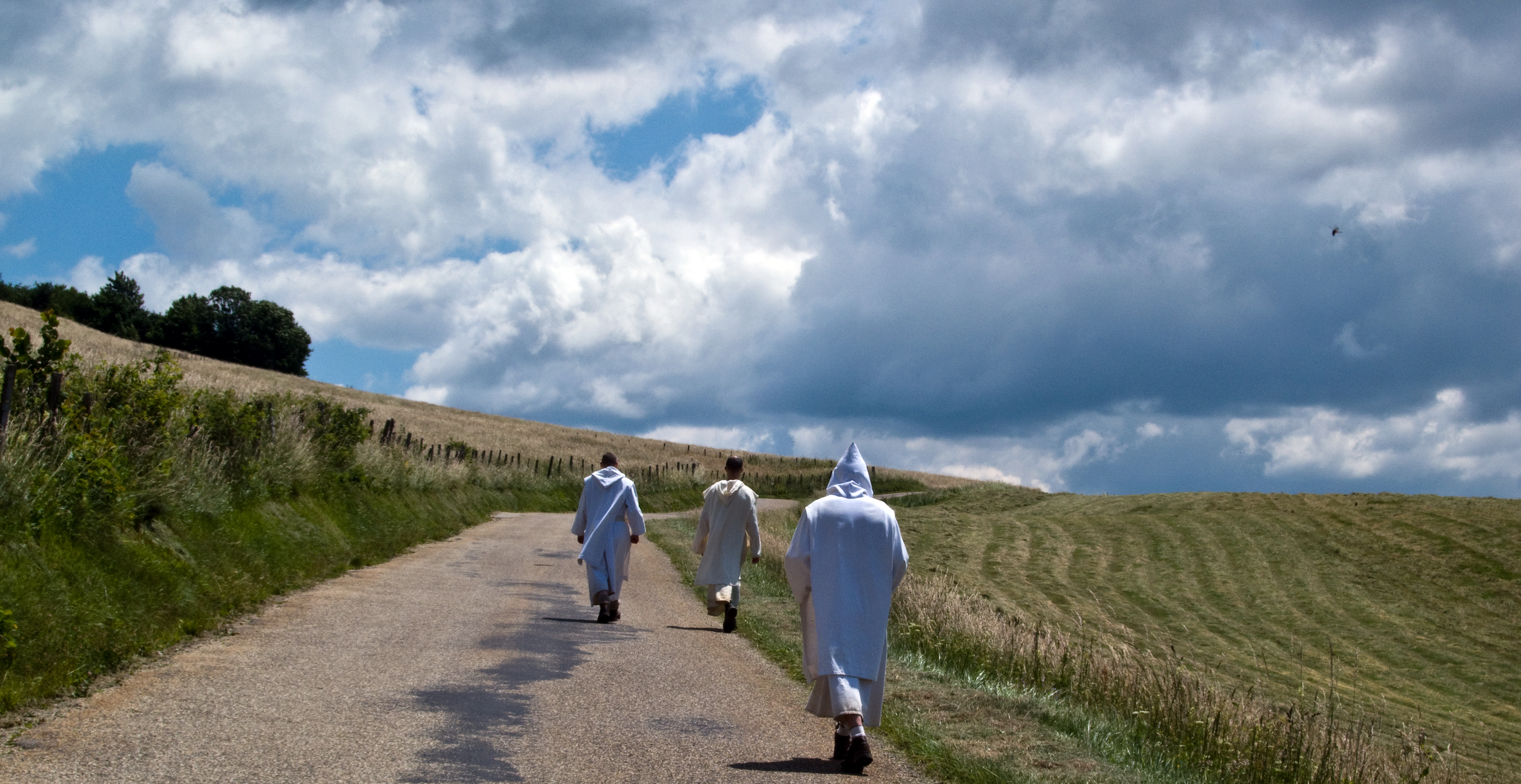
Monges Cartuxos a caminho dos campos situados junto ao respectivo Convento.

A Ordem dos Cartuxos, juntamente com a Ordem de Cister, é umas das primeiras ordens centralizadas na história da Igreja Católica. Ela é governada pelo capítulo geral, que se reúne a cada dois anos (todos os anos na Idade Média e o período moderno).
O prior da Grande Cartuxa recebe — ou toma — diversas decisões na história:
"Antes Cartusiae" (Antes da Cartuxa) Questões e decisões tomadas no capítulo geral desde a Idade Média;[carece de fontes?]
"Donnus Cartusiae" (Monsenhor da Cartuxa): Teorias do capítulo geral, desde a Idade Média;
"Orateur de Chartreuse" (Orador da Cartuxa): Proclama as principais teses da Cartuxa no Capítulo geral desde a Idade Média."Pai" da ordem, se assemelha a um Abade Geral.
Assistida por um Conselho (ou do Conselho Privado, composto de monges da Grande Cartuxa e alguns priores de outros mosteiros), que governa a ordem em nome do capítulo geral, e que delega autoridade entre as sessões. E a tradição é manter de dois em dois anos um Conselho para convocar o Capítulo Geral.
Desde 1376, é representado junto à Santa Sé por um procurador-geral cujo local de residência, depois de Avinhão (Cartuxa de Val de Bênção) e Roma, está atualmente na Cartuxa de Serra San Bruno (Calábria).

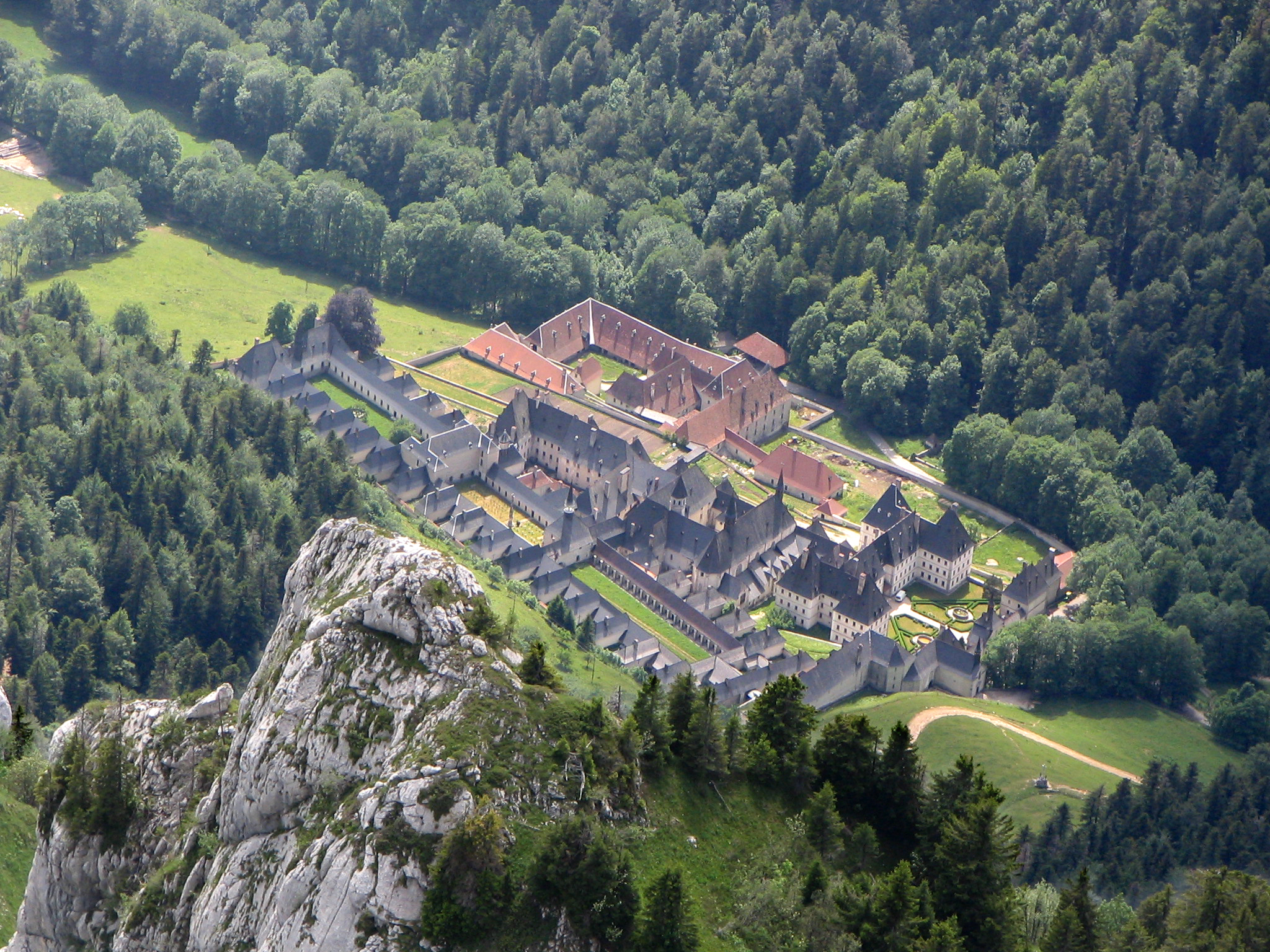
A casa-mãe da Ordem é o Mosteiro da Grande Cartuxa (Grande Chartreuse), França.

Cada mosteiro é chefiado por um prior, eleito pela comunidade ou nomeado por autoridades superiores da ordem. Os Superiores são eleitos por um período de tempo, mas deve renunciar ("pedir misericórdia", de acordo com a ordem fórmula específica) para cada capítulo geral decide renová-los ou não em seus cargos, eles também podem ser depositados canônica por visitantes de suas casas, mandatado pelo Capítulo Geral.
Como resultado, cada monge que desempenha uma função, desde o mais humilde ao mais alto, pode permanecer no cargo indefinidamente se ele cumpre os seus deveres para com a satisfação de todos, ou pode ser apresentado a qualquer momento se acontecer um problema sério. Nenhum outro sistema de governo não permite tanta flexibilidade e liberdade eo equilíbrio de poder.
Os cartuxos procuram conciliar a vida comunitária e silenciosa com vida contemplativa. Na Cartuxa reside o silêncio total e absoluto como meio para chegar a Deus.
No passado, esta Ordem religiosa dividia-se em dois grupos: os padres e os irmãos leigos. Cada monge tinha acesso à sua própria cela a qual, poucas vezes, abandonava. Três vezes por semana não comiam pão, água ou sal e faziam, muitas vezes por ano, longos jejuns. Os monges cartuxos permaneciam sempre num regime de estrito silêncio e o consumo da carne e do vinho eram-lhes proibidos.
Presentemente, os monges cartuxos continuam ainda a prática, com pequenas modificações, de tal austeridade.
A Ordem dos Cartuxos possuiu um rito litúrgico muito especial, que se chama o Rito dos Cartuxos. Este rito pertence ao grupo dos ritos litúrgicos latinos.

## Brasão e Lema

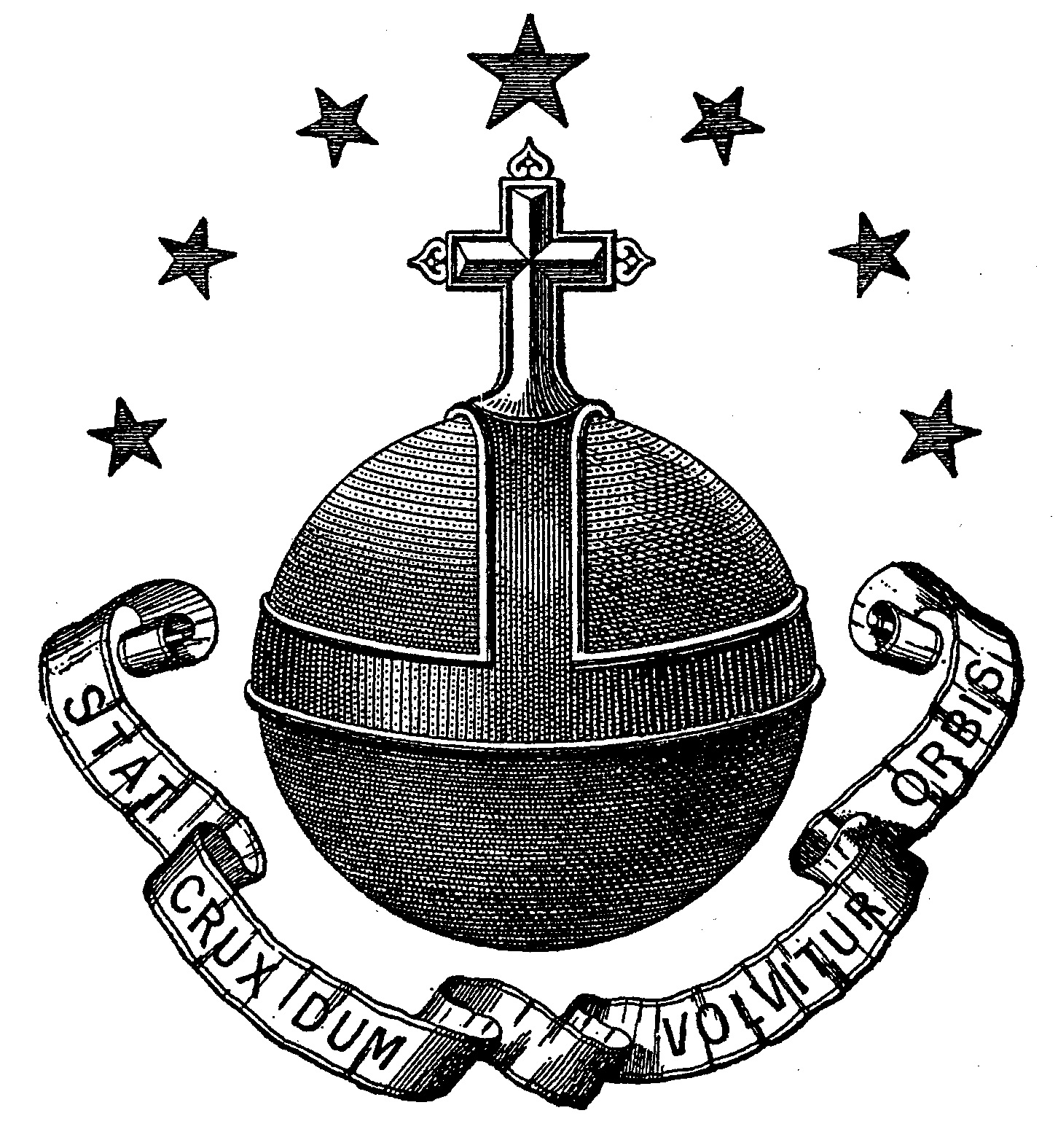
Brasão dos Cartuxos.

O Lema da Ordem "Stat Crux dum volvitur orbis" ("A Cruz permanece intacta enquanto o Mundo dá sua órbita"), mas, não é o seguimento do carisma oficial da ordem.
O emblema da ordem, atestada em documentos do século XIII, é muito mais velho que o lema. Possui um globo encimado por uma cruz cercada por sete estrelas. Com Humildade, as estrelas são muitas vezes colocados por baixo do globo. Elas simbolizam Bruno e seus seis companheiros quando chegaram em Grenoble, que foi anunciada por um sonho premonitório em que o Bispo São Hugo relatou ter visto sete estrelas.
A abreviatura O. Cart. Ordo Cartusiensis é usado por pessoas de fora da Ordem para designar a ordem dos Cartuxos ou seus membros. Este uso, está na América desde o século XX, é contra a tradição diplomática da Ordem dos Cartuxos que assinou simplesmente "fr. N. Chartreux" na íntegra. A Igreja e a Santa Sé não sabia disso ainda em 1965. No Anuário Pontifício de 2000, há ainda as letras duplas "Certosini" e "OC".

## Em Portugal
A instauração da Ordem dos Cartuxos em Portugal deveu-se a D. Teotónio de Bragança, Arcebispo de Évora e membro da Casa de Bragança, sendo o Convento da Cartuxa de Évora dedicado à Santíssima Virgem Maria sob a invocação de Scala Coeli (que significa Escada do Céu). Em 1834, logo após a extinção das ordens religiosas, este mosteiro foi integrado na Fazenda Nacional e os 13 monges e 8 leigos que nele habitavam foram expulsos e os seus bens foram confiscados e vendidos ao desbarato. Em 1869, após o fecho de uma escola agrícola que entretanto fora instalada no espaço, José Maria Eugénio de Almeida comprou o mosteiro, completamente degradado, e as terras agrícolas circundantes. Este mosteiro foi reconstruído em 1948 por Vasco Maria Eugénio de Almeida, bisneto de José Maria, que o devolveu à Ordem Cartusiana e a qual o reabriu passados 12 anos (seguindo novamente as normas de funcionamento da Casa-Mãe e o modo de vida dos monges cartuxos, feita de silêncio, oração e absoluta entrega a Deus).
O Convento da Cartuxa de Santa Maria Scala Coeli, situado em Évora, ainda esteve habitado por monges cartuxos que viveram em clausura monástica por alguns anos, mas que em 2019, receberam indicações do Capítulo Geral da Ordem, para que se deslocassem para a cartuxa de Santa María de Montalegre, em Espanha, pondo assim fim a todas as ordens masculinas de clausura vigentes em Portugal.

## No Brasil

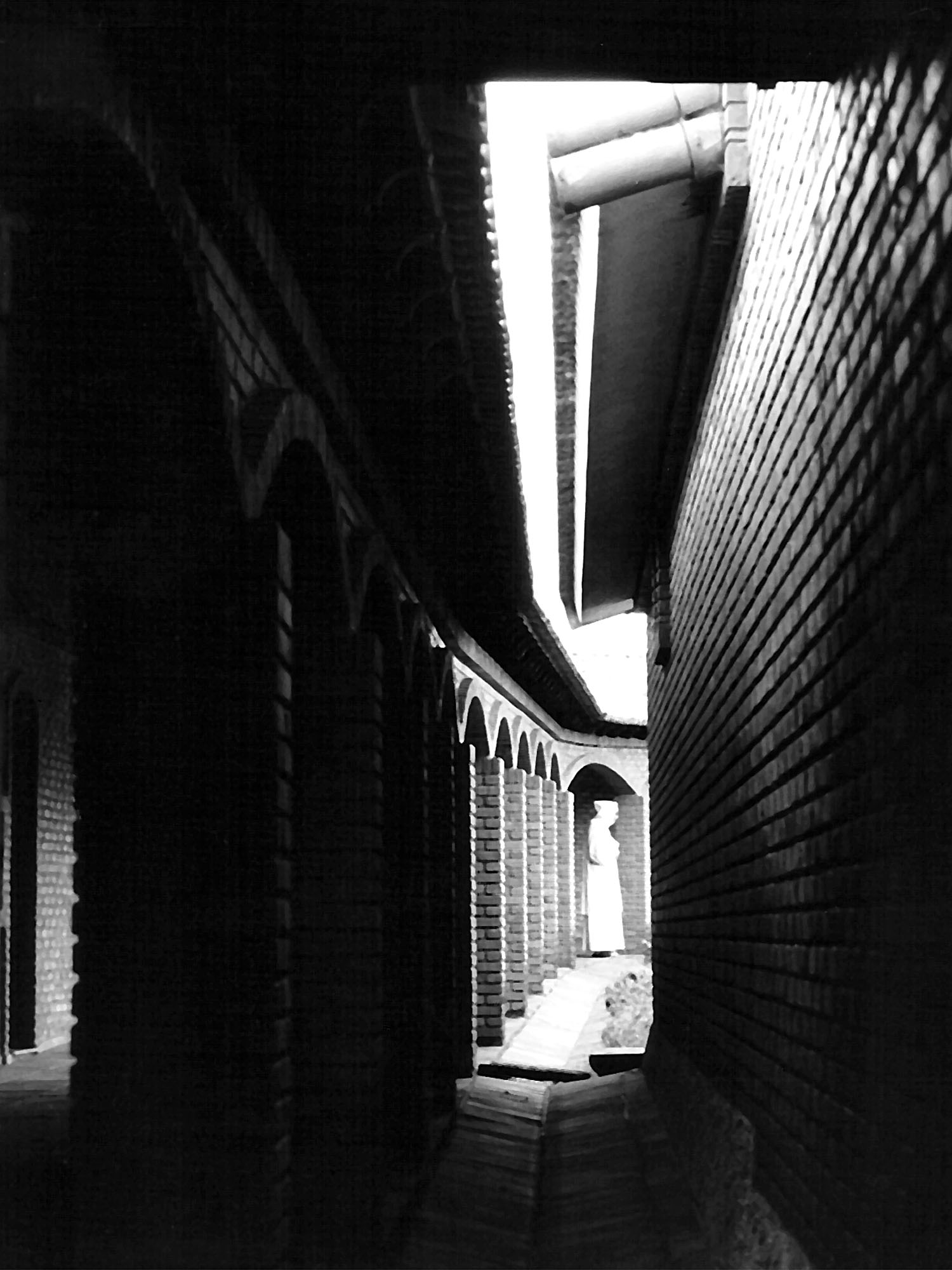
Cartuxa N. Sra. Medianeira, Ivora-RS, Brasil

No Brasil existe também um mosteiro da Ordem, na cidade de Ivorá, no Rio Grande do Sul: o Convento da Cartuxa de Nossa Senhora Medianeira, um mosteiro com espaço para 27 monges, incluindo padres do claustro e irmãos leigos. Atualmente tem como prior o Padre Luís de León, O. Cart.

## Em Espanha
Em Espanha existem três cartuxas masculinas e uma cartuxa de monjas cartuxas. As cartuxas masculinas são por ordem de antiguidade Santa María Porta Coeli (na Província de Valencia), Santa María de Montalegre (na Província de Barcelona) e Santa María de Miraflores (na Província de Burgos). Destas três, só a cartuxa de Porta Coeli e a cartuxa de Miraflores recebem aspirantes à vida cartusiana.
Presentemente, a cartuxa de Évora não pode receber a novos candidatos, pois não tem noviciado, tendo em vista que a comunidade era formada unicamente por quatro monges de muita idade e que, em 2019, os mesmos receberam ordens do Capítulo Geral da Ordem, para que se deslocassem para a cartuxa de Santa María de Montalegre, pondo assim fim a todas as ordens masculinas de clausura vigentes em Portugal.
A cartuxa de monjas presente em Espanha é a cartuja de Santa María de Benifaçà, na província de Castellón de La Plana, mas não tem noviciado aberto. Portanto, as jovens portuguesas que desejassem entrar na Ordem Cartusiana deveriam ir a uma das duas cartuxas de monjas presentes em França ou à cartuxa de monjas de Itália.

## Papa que foi aluno de São Bruno em Reims e que depois o chamou à Cúria Romana
| Papa            | Inicio              | Término             | Período de Pontificado |
| --------------- | ------------------- | ------------------- | ---------------------- |
| Beato Urbano II | 25 de Junho de 1088 | 29 de Julho de 1099 | 11 anos, 139 dias      |